# Przeciw Fajnipposowi
Przeciw Fajnipposowi stgr. πρὸς Φαίνιππον περὶ Ἀντιδόσεως – mowa sądowa wchodząca w skład Corpus Demosthenicum, wygłoszona w sprawie o zamianę majątków.
Powód w sprawie – nieznany z imienia Ateńczyk – został wybrany do pełnienia liturgii. Zgodnie z panującym w Atenach prawem,
wyznaczył on do tego finansowego obowiązku Fajnippossa, jako bogatszego od siebie. Ponieważ ten zasłonił się długiem doszło do procesu o antidosis – zamianę majątków przewidzianą w przypadku odmowy. Mowa jest najważniejszym źródłem historycznym dotyczącym tej procedury prawnej w demokracji ateńskiej. Datowana jest na rok 328/327 przed naszą erą. Choć mowa znajduje się w Corpus Demosthenicum (na XLII pozycji), autorstwo Demostenesa podważane było już w starożytności, głównie za sprawą niezbyt ozdobnego stylu oracji.